# Gautier de Mortagne
Gautier de Mortagne, aussi connu sous les noms de Galterus de Mauritania  (en latin) ou Walter of Mauretania ou Walter of Mortagne (en anglais), était un prêtre, philosophe et théologien scolastique, évêque de Laon, né à Mortagne, dans le comté de Flandre-Hainaut, vers 1100, et mort à Laon le 16 juillet 1174.

## Biographie
Gautier de Mortagne a commencé ses études dans les écoles de Tournai. Entre 1136 et 1144, il enseigne la rhétorique dans une des écoles se trouvant dans le quartier Sainte-Geneviève de Paris. Il a abandonné assez tôt les belles-lettres pour se tourner vers la philosophie. Il a donné des leçons de théologie à Reims, à Laon et ailleurs. De 1136 à 1148 il a eu pour élève Jean de Salisbury comme il l'a écrit.
Ses œuvres principales sont un traité sur la Sainte Trinité et six "Opuscula". Parmi les Epistolala, cinq sont publiés dans Spicilegiu de Luc d'Achéry (Paris, 1657) et le sixième dans la Patrologia Latina (Patrologiæ cursus completus) de Jacques-Paul Migne (tome 186, col. 1052-1054). Un commentaire logique qui est contenu dans Ms. Latin 17813 de la Bibliothèque nationale de Franceet publié en partie par Barthélemy Hauréau en 1892 lui est également attribué. Enfin, il existe une lettre écrite par lui à Pierre Abélard, dans laquelle il expose la vision platonicienne selon laquelle le corps est un obstacle aux opérations et aspirations supérieures de l'âme.
Devenu prêtre, il a été chanoine de d'Anthoin, dans le Hainaut. Il est envoyé par son chapitre auprès du pape Eugène III contre Francon, abbé de Lobbes. Bien qu'on ne sache pas le résultat de cette intervention, il est probable que son art de la dispute lui a permis de réussir. Il a été nommé chanoine de la cathédrale de Laon en 1150, puis doyen, écolâtre et enfin élu évêque de Laon en 1153. Il a été sacré à Rome. Il a participé en 1163 à un concile de Tours présidé par le pape Alexandre III. En 1164, il a envoyé à l'abbaye de Vendôme un os de saint Béat. En 1167 il est à une assemblée tenue à Vézelay qui a condamné la secte manichéenne connue sous le nom de publicains. Il a fondé la chapelle du palais épiscopal de Laon en 1173. Peu de temps avant sa mort il s'est fait prémontré, ordre en faveur duquel lui avait écrit le pape Adrien IV.
Il a été inhumé dans l'église Saint-Martin de Laon.

## Idées
Sur la question des universaux, Gautier de Mortagne, selon Jean de Salisbury, était le chef des indifférentistes, selon lequel l'universel est en lui-même indifférent, mais devient le prédicat d'un sujet individuel par l'ajout de divers statuts, c'est-à-dire des déterminations ou du moins des points de vue. Socrate, par exemple, est un individu, une espèce (homme) ou un genre (animal) selon le statut ou le point de vue que nous adoptons. L'important de cette théorie est qu'elle déclare explicitement que toute existence réelle est une existence individuelle et implique que toute unité qui existe dans l'universel (spécifique ou générique) est un produit de la pensée. Il s'agit donc d'une protestation contre le réalisme exagéré de l'école de Guillaume de Champeaux, et, en même temps, prépare la voie au réalisme modéré qui fut définitivement formulé au XIIIe siècle.
Danr Epistola Guillelmi de Mauritania ad Hugonem priorem S. Victoris, lettre de Gautier de Mortagne à Hugues de Saint-Victor, il déclare que « l'âme du Christ bien qu'elle fût la plus digne de toutes les créatures, n'avait pu disposer en aucune manière d'une sagesse égale à Dieu », et que le Christ « en tant qu'homme inférieur au Père » avait disposé « une moindre sagesse et une moindre puissance, car en tant qu'homme assumé, il n'est ni créateur, ni tout-puissant ».
Dans Epistola de Incarnatione, Gautier de Mortagne reprend l'expression « Assumptus homo est Deus ». Il reprend une longue tradition remontant à saint Hilaire le Grand, saint Augustin, saint Léon le Grand, reprise par saint Anselme de Cantorbéry au XIe siècle, puis Achard de Saint-Victor, parle de l'homme Jésus vivant parmi les hommes, de sa nature humaine, et parlant du mystère de l'Homme-Dieu plus en termes d'assomption que d'incarnation.

## Éditions modernes
- Luc d'Achery, « Epistola I » à « Epistola V », dans Veterum aliquot scriptorum, qui in Galliae bibliothecis, maximè Benedictinorum, latuerant, spicilegium, Paris, 1657, tomus 2, p. 459-479 (lire en ligne)
- Jacques-Paul Migne, Patrologiæ cursus completus, 1854, tome 186, col. 1052-1054 (lire en ligne)

## Source
- (en) Cet article est partiellement ou en totalité issu de l’article de Wikipédia en anglais intitulé « Walter of Mortagne » (voir la liste des auteurs).